# Baslieux-sous-Châtillon

Baslieux-sous-Châtillon este o comună în departamentul Marne, Franța. În 2009 avea o populație de 196 de locuitori.